# Grünbach am Schneeberg
Grünbach am Schneeberg – gmina targowa w Austrii, w kraju związkowym Dolna Austria, w powiecie Neunkirchen. Liczy 1 669 mieszkańców (1 stycznia 2014).

## Współpraca
Miejscowość partnerska:
- Emmerting, Niemcy